# Bužiranje uretre
Bužiranje uretre je urološka metoda postupnog uvođenje čvrstih, savitljivih (plastičnih ili metalnih) bužija ili instrumenta štapićastog oblika na vrhu ovoidno zadebljanog, u mokraćnu cev radi dijagnostike i proširenja njenog lumena. 
Pre intervencije pacijenta treba uvek upozoriti na mogučnosti komplikacija, jer mnogi pa i lekari bužiranje uglavnom doživljava kao minimalno invazivna metoda lečenja, što nije sasvim tačno,  jer ono može dati ozbiljne komplikacije. Zato i lekar i pacijent trebaju imati u vidu da svaka uretralna manipulacija može izazvati jatrogenu povredu uretre, i time kompromitovati i otežati definitivno otvoreno hirurško lečenje striktura.

## Indikacije
Kako je cilj bužiranje širenje lumena uretre bez izazivanja povrede u njenom zidu, ova metoda se koristi za lečenje striktura uretre.
Dilataciju uretre bužiranjem treba koristiti za kraće strikture uretre koje su dužine manje od jednog santimetra. Za duže strikture uretre, ili za one koji su se vratile nakon tretmana, dilatacija bužiranjem obično nije efikasna u pružanju dugoročnog olakšanja, pa se obično preporučuje operacija.

## Kontraindikacije
Dilatacija uretre, bužiranjem, kontraindikovano je kod:
- pacijenata sa obliterativnim strikturama,
- postojanja „false route“,
- kalkulusa (kamančića u mokraćnom kanalu)
- periuretralne flegmone.

Samostalno bužiranje, kao i bužiranje dečije uretre, posebno bez anestezije, kao metod lečenja, takođe je kontraindikovan.

## Dobre i loše strane bužiranja
Dobre strane
Bužiranje, odnosno dilatacija uretre ostaje metoda koja se u svakodnevnoj urološkoj praksi primenjuje mnogo češće nego što je potrebno. Razlog ovakvoj praksi leži u činjenici da za nju nije potrebno ekspertsko poznavanje rekonstrukcije uretre, da nije tehnički zahtevna, nije potreban komplikovan hirurški instrumentarijum, brza je, sprovodi se kao ambulantna procedura u lokalnoj anesteziji i pacijent vrlo malo izostaje s posla.
Loše strane
Ponavljanja bužiranja najčešće ne mogu dovesto do izlečenja, nego će vremenom rezultovati sa pogoršanim lokalnim nalazom, ozbiljnijom spongiofibrozom, težom i dužom strikturom, uz mogućnost nastanka „false route“.
Svaka uretralna manipulacija može kompromitovati i otežati definitivno otvoreno hirurško lečenje.

## Način izvođenja
Uretralna dilacija bužiranjem se obično izvodi u ambulantnim uslovima u lokalnoj anesteziji, a pacijenti se mogu vratiti kući istog dana. Nakon bužiranja postavlja se katetar, kako bi u narednih nekoliko dana omočućio odvajanje mokraće od zida uretre kako bi ona bolja zacelila.
Zbog mogućih komplikacija dilataciju bužirom treba započeti nežnim pokušajem uvođenja bužija ovim redosledom:
- Prvi akt — uvođenje veće bužije kojom se izbegava formiranje „false route“.
- Drugi akt — uvođenjem manja bužija sve dok se ne prođe mesto stenoze, strikture ili suženja.
- Treći akt — ponovno sukcesivno ubacivanje većih bužija u cilju konačne dilatacije lumena.

Prilikom ove procedure moguće je koristiti i endoskopski plasiran vodič, preko kog se plasiraju bužije, što umanjuje mogućnost povrede uretre, zbog vizuelnog praćenja postupka.
Prilikom bužiranja ne treba korisiti preteranu silu, odnosno, savetuje se da bužija praktično svojom težinom pronalazi put kroz uretru.

## Komplikacije
Neretko se nakon bužiranja, kao komplikacija javljaju krvarenje i infekcija, kreiranje slepog kanala: 
Krvarenje
Krvarenje nakon bužiranja može biti manjeg intenziteta, ali i obimno, posebno ukoliko je napravljen „false route“. Ukoliko dođe do krvarenja, mnogo je verovatnije da će krajnji rezultati bužiranja biti nova, još jača stenoza uretre.
Infekcija
Infekcija se javlja u lokalnom obliku, u vidu periuretralne flegmone ili apscesa, a u težim slučajevima i u vidu sistemske bakterijemije. Bakterijemija nakon bužiranja nastaje zbog prodora bakterija iz urotrakta kroz lediranu uretru. 
Kreiranje slepog kanala
Pored rizika pravljenja dodatne laceracije uretre koja zarasta ožiljkom tokom bužiranja postoji opasnost i kreiranja   slepog kanala („false route“), koji predstavlja pliću ili dublju punktiformnu ranu u spongioznom telu penisa.

## Alternativa bužiranju
Osim navedenih bužija kod strikture uretre u cilju njene dilatacije mogu se koristiti i tzv. Amplatz dilatatori i balon dilatatori. U tom smislu pojedini urolozi savetuju primenu balon dilatatora u cilju proširenja lumena uz smanjenje mogućnosti za jatrogenu povredu uretre. Kao razloge oni navode ove činjenice:
- Da su za ovu vrstu dilatacije radijalne sile koje deluju u trenutku insuflacije balona, navodno, imaju manje šanse da oštete uretru, nego gruba mehanička sila čvrstih bužija.[1]
- Da se naduvavanje balona izvodi pod radioskopskom kontrolom u cilju kompresije suženog dela uretre, u trajanju 1 do 5 minuta.
- Da je uspeh kod kratkih stenoza uretre 40-69% tokom perioda praćenja.

U poslednje vrem interventni radiolozi pokušavaju da balon dilataciju kombinuju sa primenom novijih generacija balona koji na vrhu imaju sečivo, poput onih koji su našli primenu u vaskularnoj hirurgiji.
Bez obzira na relativno uspešne rezultate, balon dilatacija, ona kao terapijska metoda do dans nije postala standard u većini uroloških centara u svetu.

## Spoljašnje veze
|  | Molimo Vas, obratite pažnju na važno upozorenje u vezi sa temama iz oblasti medicine (zdravlja). |